# Kritická teplota
Kritická teplota je terminus technicus, který se vyskytuje v různých oblastech chemie a fyziky:
1. Teplota, nad kterou nelze pouhým zvyšováním tlaku dosáhnout kapalného stavu. Při vyšších teplotách se už nevyskytuje kapalina. Mezi kapalinou a plynem zmizí rozhraní a látka se stane stejnorodou (viz kritický bod).
2. Teplota, při které dochází k supravodivému jevu u jednotlivých materiálů. Při této teplotě klesá elektrický odpor (rezistance) materiálu téměř na nulu.
  - V roce 1960 byl materiál s nejvyšší kritickou teplotou slitina niobu a germania (Nb3Ge) při 23 K (-250 °C).
  - V roce 1986 Georg Bednorz a Alex Müller připravili první keramický supravodič při 35 K = (-238 °C).
  - Nynější[kdy?] nejvyšší dosažená kritická teplota je 155 K (-118 °C).